# Шарлотта Бельгийская (императрица Мексики)
Шарлотта (полное имя фр. Marie Charlotte Amélie Augustine Victoire Clémentine Léopoldine; 7 июня 1840 — 19 января 1927) — принцесса Бельгии из Саксен-Кобург-Готской династии, после замужества императрица-консорт Мексики.

## Биография
Единственная дочь короля Леопольда I и его второй жены Луизы Орлеанской, сестра Леопольда II и Филиппа Фландрского. Она была названа в честь первой жены Леопольда, принцессы Шарлотты Уэльской, умершей при родах. Принцесса приходилась двоюродной сестрой королеве Великобритании Виктории и её мужу герцогу Альберту, а также Фердинанду II Португальскому.
27 июля 1857 года Шарлотта вышла замуж за австрийского эрцгерцога Максимилиана (1832–1867), младшего брата императора Франца Иосифа. Тот назначил Максимилиана вице-королём Ломбардо-Венецианского королевства и супруги несколько лет провели в Италии.
В 1863 году при поддержке французского императора Наполеона III Максимилиан получил титул и корону Императора Мексики. После прибытия в Мексику в 1864 году супруги короновались и остались жить в Мехико, выбрав как резиденцию Чапультепекский дворец. Как императрица, Шарлотта сменила имя и стала именоваться Карлотой, на испанский манер. По прошествии всего нескольких месяцев после коронации Наполеон III решил остановить свой мексиканский проект и Максимилиан лишился его поддержки. Новый император столкнулся с противодействием со стороны республиканцев и Соединенных Штатов. Видя неустойчивость положения, Шарлотта вернулась в Европу, где попыталась найти поддержку для мужа. Однако её усилия были напрасны, у неё появились симптомы шизофрении и сильный стресс. У Шарлотты возникла мания преследования, ей казалось что её хотят отравить. В Мексику она так и не вернулась. Печальные известия из Мексики и неудача миссии подорвали здоровье Шарлотты, она страдала шизофренией и последующие годы жила под присмотром врачей в своем замке под Брюсселем. Она умерла так и не узнав что в 1867 году её муж был расстрелян.
Шарлотта и Максимилиан не имели детей. В 1865 имперская чета усыновила Агустина и Сальвадора Итурбиде, внуков бывшего императора Мексики Агустина Итурбиде. При этом Максимилиан не собирался передавать трон усыновлённым принцам — в конце 1866 года он вел переговоры с братом Карлом Людвигом, не согласится ли он отправить в Мексику кого-нибудь из своих сыновей. После падения монархии усыновление потеряло силу.
По слухам, в 1866 году Шарлотта встречалась с бельгийским офицером Альфредом ван дер Смиссеном и результатом их связи стало рождение Максима Вейгана. Сам Вейган, в будущем французский генерал, отказался подтвердить или опровергнуть эту информацию.